# Aalesunds Fotballklubb 2007
Questa voce raccoglie le informazioni riguardanti l'Aalesunds Fotballklubb nelle competizioni ufficiali della stagione 2007.

## Stagione
L'Aalesund chiuse la stagione all'11º posto finale, raggiungendo così la salvezza. Benjamin Kibebe fu l'unico calciatore a non saltare alcuna partita nell'Eliteserien, mentre Tor Hogne Aarøy fu il miglior marcatore con 6 reti. L'avventura nella Coppa di Norvegia 2007 terminò al quarto turno, con l'eliminazione subita ad opera del Lillestrøm.

## Maglie e sponsor
Lo sponsor tecnico per la stagione 2007 fu Umbro, mentre lo sponsor ufficiale fu Sparebanken Møre. La divisa casalinga era composta da una maglietta arancione con inserti blu, pantaloncini blu e calzettoni arancioni.
| Casa |

## Rosa
| N. |                     | Ruolo | Calciatore                 |
| -- | ------------------- | ----- | -------------------------- |
| 1  | Norvegia (bandiera) | P     | Roar Husby                 |
| 2  | Norvegia (bandiera) | C     | Amund Skiri                |
| 3  | Islanda (bandiera)  | D     | Haraldur Freyr Guðmundsson |
| 4  | Svezia (bandiera)   | D     | Benjamin Kibebe            |
| 5  | Norvegia (bandiera) | C     | Erlend Holm                |
| 6  | Norvegia (bandiera) | C     | Peter Werni                |
| 7  | Norvegia (bandiera) | C     | Trond Fredriksen           |
| 8  | Norvegia (bandiera) | A     | Tor Hogne Aarøy            |
| 9  | Brasile (bandiera)  | A     | Dedé                       |
| 10 | Norvegia (bandiera) | A     | Joakim Austnes             |
| 11 | Norvegia (bandiera) | A     | Håvard Sakariassen         |
| 11 | Norvegia (bandiera) | C     | Dag Roar Ørsal             |
| 12 | Norvegia (bandiera) | P     | Andreas Lie                |
| 13 | Svezia (bandiera)   | D     | Joakim Alexandersson       |

| N. |                        | Ruolo | Calciatore          |
| -- | ---------------------- | ----- | ------------------- |
| 14 | Norvegia (bandiera)    | D     | Jonathan Parr       |
| 15 | Camerun (bandiera)     | D     | Gustave Bahoken     |
| 16 | Estonia (bandiera)     | D     | Enar Jääger         |
| 17 | Norvegia (bandiera)    | A     | Lasse Olsen         |
| 18 | Norvegia (bandiera)    | C     | Karl Oskar Fjørtoft |
| 19 | Norvegia (bandiera)    | C     | Peter Orry Larsen   |
| 20 | Svezia (bandiera)      | D     | Mattias Nylund      |
| 21 | Norvegia (bandiera)    | C     | Thomas Pedersen     |
| 22 | Slovenia (bandiera)    | C     | Denis Selimovič     |
| 23 | Svezia (bandiera)      | C     | Jeffrey Aubynn      |
| 24 | Stati Uniti (bandiera) | P     | Adin Brown          |
| 25 | Brasile (bandiera)     | P     | Diego Silva         |
| 77 | Svezia (bandiera)      | C     | Magnus Kihlberg     |

## Calciomercato

### Sessione invernale
| Acquisti | Acquisti        | Acquisti      | Acquisti   |
| R.       | Nome            | da            | Modalità   |
| -------- | --------------- | ------------- | ---------- |
| D        | Enar Jääger     | Torpedo Mosca | definitivo |
| D        | Benjamin Kibebe | Tromsø        | definitivo |
| D        | Jonathan Parr   | Lyn Oslo      | definitivo |
| C        | Magnus Kihlberg | IFK Göteborg  | definitivo |
| C        | Denis Selimovič | Primorje      | definitivo |

| Cessioni | Cessioni           | Cessioni  | Cessioni   |
| R.       | Nome               | a         | Modalità   |
| -------- | ------------------ | --------- | ---------- |
| D        | Marius Aam         | Skarbøvik | definitivo |
| D        | Herman Ekeberg     |           | ritiro     |
| D        | Thomas Gjørtz      | Løv-Ham   | prestito   |
| D        | Bjørn Erik Melland | Skarbøvik | definitivo |
| C        | Christian Negouai  |           | svincolato |
| A        | Kabba Samura       | HJK       | definitivo |

### Sessione estiva
| Acquisti | Acquisti           | Acquisti   | Acquisti   |
| R.       | Nome               | da         | Modalità   |
| -------- | ------------------ | ---------- | ---------- |
| C        | Jeffrey Aubynn     | Hammarby   | definitivo |
| A        | Håvard Sakariassen | Bryne      | prestito   |
| A        | Diego Silva        | América-RN | definitivo |

| Cessioni | Cessioni             | Cessioni  | Cessioni   |
| R.       | Nome                 | a         | Modalità   |
| -------- | -------------------- | --------- | ---------- |
| D        | Joakim Alexandersson | Skeid     | prestito   |
| D        | Thomas Pedersen      | Hødd      | prestito   |
| C        | Dag Roar Ørsal       | Haugesund | definitivo |

## Risultati

### Eliteserien

#### Girone di andata
| Arbitro: | Hauge (Bergen) |

|                       |           |                                                    |
| Austnes 19’ Skiri 49’ | Marcatori | 2’ Børufsen 71’ Bärlin 75’ M. Hæstad 81’ K. Hæstad |

| Arbitro: | Olsen (Kristiansand) |

|                                     |           |  |
| Thorsen 23’ Isaksen 64’ Knarvik 86’ | Marcatori |  |

| Arbitro: | Edvartsen (Hamar) |

|                                    |           |                                         |
| Ørsal 22’ (rig.), 39’ Kihlberg 25’ | Marcatori | 17’, 27’ (rig.) Bjørkøy 47’ Elyounoussi |

| Arbitro: | Hauge (Bergen) |

|                                         |           |  |
| Ruud 78’ (rig.) Gulsvik 80’ Pospěch 88’ | Marcatori |  |

| Arbitro: | Alseth (Stjørdal) |

|              |           |                                             |
| Kihlberg 54’ | Marcatori | 24’ Sundgot 27’ (aut.) Kibebe 32’ Myklebust |

| Oslo 13 maggio 2007, ore 18:00 CEST 6ª giornata | Lyn Oslo | 0 – 0 referto | Aalesund | Bislett Stadion (5.571 spett.)\| Arbitro: \| Staberg \| |
| Arbitro:                                        | Staberg  |               |          |                                                         |

| Arbitro: | Skjerven (Kaupanger) |

|  |           |                                                   |
|  | Marcatori | 36’ Aarøy 64’ Kihlberg 68’ Fredriksen 87’ Austnes |

| Arbitro: | Hauge (Bergen) |

|  |           |                      |
|  | Marcatori | 81’ Soma 83’ Pimpong |

| Arbitro: | Edvartsen (Hamar) |

|  |           |                     |
|  | Marcatori | 76’ Olsen 88’ Aarøy |

| Arbitro: | Hagen (Grue) |

|           |           |                                                 |
| Olsen 57’ | Marcatori | 3’ Tchoyi 38’ Nannskog 60’ Alanzinho 90’ Hauger |

| Arbitro: | Øvrebø (Oslo) |

|                       |           |              |
| Moen 46’ Sæternes 48’ | Marcatori | 90’ Fjørtoft |

| Arbitro: | Skjerven (Kaupanger) |

|          |           |  |
| Aarøy 6’ | Marcatori |  |

| Arbitro: | Staberg |

|                         |           |                      |
| Iversen 56’ Braaten 62’ | Marcatori | 47’ Aubynn 90’ Brown |

#### Girone di ritorno
| Arbitro: | Moen (Haugesund) |

|              |           |                |
| Børufsen 34’ | Marcatori | 65’, 80’ Aarøy |

| Arbitro: | Hagen (Grue) |

|                                                       |           |             |
| Parr 71’ Olsen 78’ Guðmundsson 86’ Bahoken 90’ (rig.) | Marcatori | 39’ Adriano |

| Arbitro: | Hauge (Bergen) |

|                       |           |                |
| Gashi 26’ Bjørkøy 58’ | Marcatori | 3’ Diego Silva |

| Arbitro: | Sælen (Bergen) |

|                      |           |             |
| Diego Silva 38’, 46’ | Marcatori | 82’ Bentley |

| Arbitro: | Alseth (Stjørdal) |

|                                                                       |           |  |
| Sundgot 10’, 45’, 69’ Stefanutto 19’ Occean 40’, 46’ Skiri 75’ (aut.) | Marcatori |  |

| Arbitro: | Helgerud (Lier) |

|                                  |           |            |
| Austnes 17’ Aubynn 60’ Skiri 62’ | Marcatori | 23’ Holmen |

| Arbitro: | Hauge (Bergen) |

|                                             |           |                            |
| Diego Silva 6’ (rig.) Kibebe 68’ Aubynn 90’ | Marcatori | 27’ Kovács 56’ Leonhardsen |

| Arbitro: | Staberg |

|                                  |           |  |
| Ødegaard 29’ Ijeh 41’ Gaarde 68’ | Marcatori |  |

| Arbitro: | Hagen (Grue) |

|                        |           |                                       |
| Aubynn 21’, 61’ (rig.) | Marcatori | 6’ Moldskred 65’ Strand 80’ Rushfeldt |

| Arbitro: | Johnsen |

|                                                |           |                       |
| Alanzinho 19’ Nannskog 37’ Gunnarsson 57’, 81’ | Marcatori | 31’ Skiri 42’ Austnes |

| Arbitro: | Sandmoen |

|                    |           |           |
| Skiri 4’ Aarøy 26’ | Marcatori | 34’ Solli |

| Arbitro: | Edvartsen (Hamar) |

|                                 |           |             |
| Grindheim 22’ Fredheim Holm 33’ | Marcatori | 43’ Austnes |

| Arbitro: | Sælen (Bergen) |

|                    |           |                     |
| Koppinen 6’ (rig.) | Marcatori | 33’ Koné 72’ Sapara |

### Coppa di Norvegia
| Arbitro: | Åndal |

|  |           |                                                            |
|  | Marcatori | 9’, 47’, 79’ Ørsal 72’ Skiri 81’, 83’ Austnes 86’ Fjørtoft |

| Arbitro: | Åndal |

|                   |           |                                  |
| Nerbø 119’ (rig.) | Marcatori | 92’ Parr 113’ Aarøy 114’ Austnes |

| Arbitro: | Alseth (Stjørdal) |

|                           |           |  |
| Guðmundsson 22’ Ørsal 70’ | Marcatori |  |

| Arbitro: | Berntsen (Vang) |

|                    |           |  |
| Mouelhi 86’ (rig.) | Marcatori |  |

## Statistiche

### Statistiche di squadra
| Competizione      | Punti | In casa | In casa | In casa | In casa | In casa | In casa | In trasferta | In trasferta | In trasferta | In trasferta | In trasferta | In trasferta | Totale | Totale | Totale | Totale | Totale | Totale | DR  |
| Competizione      | Punti | G       | V       | N       | P       | Gf      | Gs      | G            | V            | N            | P            | Gf           | Gs           | G      | V      | N      | P      | Gf     | Gs     | DR  |
| ----------------- | ----- | ------- | ------- | ------- | ------- | ------- | ------- | ------------ | ------------ | ------------ | ------------ | ------------ | ------------ | ------ | ------ | ------ | ------ | ------ | ------ | --- |
| Eliteserien       | 26    | 13      | 6       | 1       | 6       | 25      | 27      | 13           | 3            | 2            | 8            | 15           | 29           | 22     | 9      | 3      | 14     | 40     | 56     | -16 |
| Coppa di Norvegia | -     | 1       | 1       | 0       | 0       | 2       | 0       | 3            | 2            | 0            | 1            | 10           | 2            | 4      | 3      | 0      | 1      | 12     | 2      | +10 |
| Totale            | -     | 14      | 7       | 1       | 6       | 27      | 27      | 16           | 5            | 2            | 9            | 25           | 31           | 26     | 12     | 3      | 15     | 52     | 58     | -6  |

### Statistiche dei giocatori
| Giocatore        | Eliteserien | Eliteserien | Eliteserien | Eliteserien | Coppa di Norvegia | Coppa di Norvegia | Coppa di Norvegia | Coppa di Norvegia | Totale   | Totale | Totale      | Totale     |
| Giocatore        | Presenze    | Reti        | Ammonizioni | Espulsioni  | Presenze          | Reti              | Ammonizioni       | Espulsioni        | Presenze | Reti   | Ammonizioni | Espulsioni |
| ---------------- | ----------- | ----------- | ----------- | ----------- | ----------------- | ----------------- | ----------------- | ----------------- | -------- | ------ | ----------- | ---------- |
| T. Aarøy         | 20          | 6           | 3           | 0           | 3                 | 1                 | 0                 | 0                 | 23       | 7      | 3           | 0          |
| J. Alexandersson | 5           | 0           | 0           | 0           | 2                 | 0                 | 0                 | 0                 | 7        | 0      | 0           | 0          |
| J. Aubynn        | 11          | 5           | 5           | 0           | 1                 | 0                 | 0                 | 0                 | 12       | 5      | 5           | 0          |
| J. Austnes       | 24          | 5           | 5           | 0           | 4                 | 3                 | 0                 | 0                 | 28       | 8      | 5           | 0          |
| G. Bahoken       | 19          | 1           | 6           | 1           | 2                 | 0                 | 0                 | 0                 | 21       | 1      | 6           | 1          |
| A. Brown         | 21          | 1           | 2           | 0           | 3                 | 0                 | 0                 | 0                 | 24       | 1      | 2           | 0          |
| Dedé             | 0           | 0           | 0           | 0           | 0                 | 0                 | 0                 | 0                 | 0        | 0      | 0           | 0          |
| K. Fjørtoft      | 24          | 1           | 2           | 0           | 4                 | 1                 | 0                 | 0                 | 28       | 2      | 2           | 0          |
| T. Fredriksen    | 24          | 1           | 4           | 1           | 4                 | 0                 | 2                 | 0                 | 28       | 1      | 6           | 1          |
| H. Guðmundsson   | 22          | 1           | 3           | 0           | 4                 | 1                 | 0                 | 0                 | 26       | 2      | 3           | 0          |
| E. Holm          | 10          | 0           | 1           | 0           | 0                 | 0                 | 0                 | 0                 | 10       | 0      | 1           | 0          |
| R. Husby         | 0           | 0           | 0           | 0           | 0                 | 0                 | 0                 | 0                 | 0        | 0      | 0           | 0          |
| E. Jääger        | 19          | 0           | 3           | 0           | 4                 | 0                 | 1                 | 0                 | 23       | 0      | 4           | 0          |
| B. Kibebe        | 26          | 1           | 2           | 0           | 2                 | 0                 | 2                 | 0                 | 28       | 1      | 4           | 0          |
| M. Kihlberg      | 17          | 3           | 2           | 0           | 2                 | 0                 | 0                 | 0                 | 19       | 3      | 2           | 0          |
| P. Larsen        | 2           | 0           | 0           | 0           | 0                 | 0                 | 0                 | 0                 | 2        | 0      | 0           | 0          |
| A. Lie           | 5           | 0           | 0           | 0           | 1                 | 0                 | 0                 | 0                 | 6        | 0      | 0           | 0          |
| M. Nylund        | 9           | 0           | 3           | 0           | 1                 | 0                 | 0                 | 0                 | 10       | 0      | 3           | 0          |
| L. Olsen         | 19          | 3           | 2           | 0           | 2                 | 0                 | 0                 | 0                 | 21       | 3      | 2           | 0          |
| D. Ørsal         | 7           | 2           | 1           | 0           | 3                 | 4                 | 0                 | 0                 | 10       | 6      | 1           | 0          |
| J. Parr          | 19          | 1           | 1           | 0           | 4                 | 1                 | 0                 | 0                 | 23       | 2      | 1           | 0          |
| T. Pedersen      | 3           | 0           | 0           | 0           | 1                 | 0                 | 0                 | 0                 | 4        | 0      | 0           | 0          |
| H. Sakariassen   | 8           | 0           | 0           | 0           | 0                 | 0                 | 0                 | 0                 | 8        | 0      | 0           | 0          |
| D. Selimovič     | 4           | 0           | 0           | 0           | 2                 | 0                 | 0                 | 0                 | 6        | 0      | 0           | 0          |
| D. Silva         | 14          | 4           | 1           | 1           | 0                 | 1                 | 0                 | 0                 | 14       | 5      | 1           | 1          |
| A. Skiri         | 25          | 4           | 3           | 0           | 3                 | 1                 | 0                 | 0                 | 28       | 5      | 3           | 0          |
| P. Werni         | 1           | 0           | 0           | 0           | 0                 | 0                 | 0                 | 0                 | 1        | 0      | 0           | 0          |